# The Boring Company

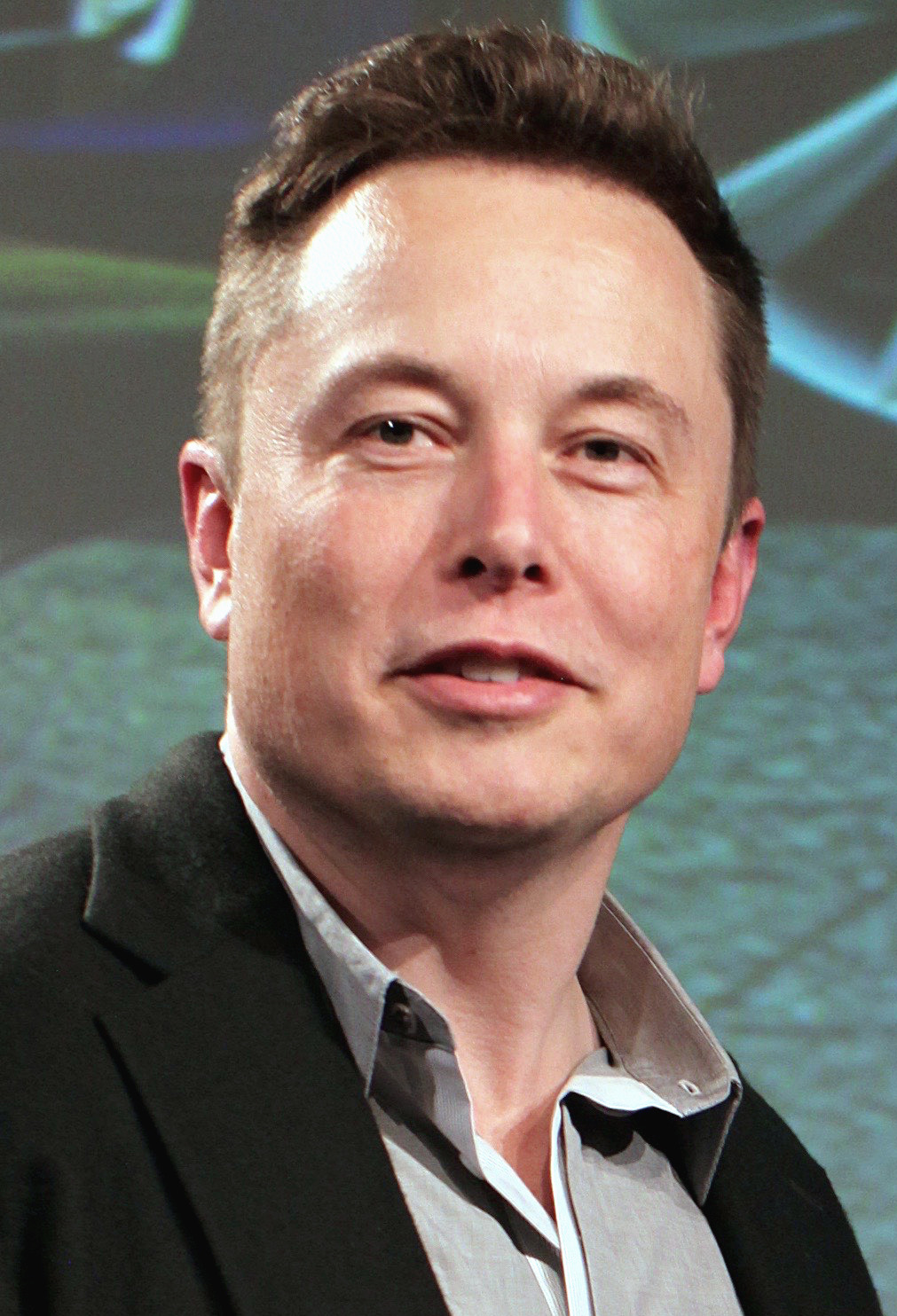
Elon Musk, fundador de la compañía, en 2015.

The Boring Company (en español, La Empresa de Perforación) es una empresa de excavación e infraestructuras fundada por Elon Musk a finales de 2016, tras mencionar primero la idea en su cuenta de Twitter. Musk afirma que la dificultad con el tráfico de Los Ángeles y las limitaciones de una red de transporte en 2D fueron la inspiración para el proyecto. El nombre de la empresa juega con el doble significado en inglés del verbo bore («aburrir» y «perforar») para que suene como La Empresa Aburrida. 
En febrero de 2017, la compañía comenzó cavando una zanja de prueba de 9 metros de ancho, 15 metros de largo y 4.5 metros de profundidad en las oficinas de SpaceX en Los Ángeles, debido a que la construcción en ese lugar no requiere de permisos.
Según el propio Musk, el objetivo de la compañía es mejorar la velocidad de excavación lo suficiente para establecer una red subterránea de túneles que sea económicamente factible.

"Si pensamos en túneles a 10, 20 o 30 capas de profundidad (o más), es obvio que construir en 3D hacia abajo abarcará las necesidades de transporte de cualquier ciudad independientemente del tamaño de la misma."
Elon Musk

A finales de abril de 2017, la compañía empezó a utilizar una excavadora para iniciar la construcción de un túnel utilizable en SpaceX, tal como había anunciado Musk en marzo del mismo año.
Sin embargo, el proyecto ha sido recibido con escepticismo, debido a que la construcción de túneles a menudo aumenta su costo un 32% y tarda un 22% más de lo esperado inicialmente por causa de multitud de problemas imprevistos durante la excavación.
Elon Musk publicó un mensaje en Twitter afirmando que, si se vendían 50 000 gorras con el logotipo de la compañía, crearía un lanzallamas y lo pondría a la venta. Tras conseguirlo en diciembre de 2017, puso a la venta 20 000 lanzallamas. Asimismo, aclaró que es posible su comercialización, ya que la llama que genera el producto no supera el límite para considerarse un lanzallamas. Por otra parte, puso a la venta un extintor adicional. Al cabo de unos días, se vendieron todas las unidades disponibles de ambos productos.
Algunas aduanas aseguraban que no permitirían el envío del lanzallamas, y Elon Musk bromeó sobre cambiarle el nombre por "no es un lanzallamas" y "dispositivo de mejora de temperatura".

## Máquinas de perforación
Las tres primeras máquinas perforadoras utilizadas por The Boring Company son:
- Godot,[12] una máquina perforadora de túneles convencional, utilizada con fines de investigación.
- Line-storm, una máquina perforadora convencional altamente modificada, un diseño híbrido, que perfora 2–3 veces más rápido que las máquinas perforadoras anteriores a 2018.
- Prufrock,[13] o Proof-Rock,[14] una "máquina diseñada por The Boring Company", se anticipa que será aproximadamente diez veces más rápida que las máquinas convencionales de perforación,[11][13] con la esperanza de hacerlo aún más rápido. Actualmente en desarrollo desde mayo de 2018.[11][15]

## Proyectos y propuestas de túneles
The Boring Company actualmente tiene una construcción activa, o planes aprobados en vigor, en al menos dos áreas de los Estados Unidos, en costas opuestas. También han sido seleccionados para construir un circuito entre el centro y el aeropuerto por un programa gubernamental para el transporte de alta velocidad en Chicago.

### Los Ángeles
Se han propuesto tres proyectos de túneles en el área de Los Ángeles. Un túnel de prueba se completó en noviembre de 2018, una propuesta fue abruptamente interrumpida después de que surgiera la oposición y la ley, y uno todavía está en progreso en noviembre de 2018.

### Baltimore
Un túnel eléctrico de doble orificio de 20.0 km (12.4 millas) se ha permitido en Baltimore, Maryland, donde se iniciaría la construcción a principios de 2018. El trabajo inicial se extendería desde la Ruta 175 de Maryland hasta el centro de Baltimore que termina cerca de Camden Yards. Se emitieron permisos de servicios públicos para extender un total de  56 km (35 millas) desde Baltimore hasta Washington D. C., desde Penn Station en Baltimore hasta Washington Union Station.

### San Jose
En febrero de 2019, el alcalde de San José, Sam Liccardo, anunció que había mantenido conversaciones con The Boring Company sobre un enlace entre el Aeropuerto Internacional de San José y la estación de Diridon, como una alternativa a un enlace ferroviario tradicional cuyo costo había sido de $ 800 millones de dólares.

## Críticas
Los críticos han argumentado que la baja capacidad de los proyectos de The Boring Company los hace ineficientes y menos equitativos que las soluciones de transporte público ya existentes, con solo una fracción de la capacidad de una red de metro o autobús urbano convencional. Musk ha sido criticado por sus comentarios en 2017 menospreciando el transporte público.